# Удмуртская государственная филармония

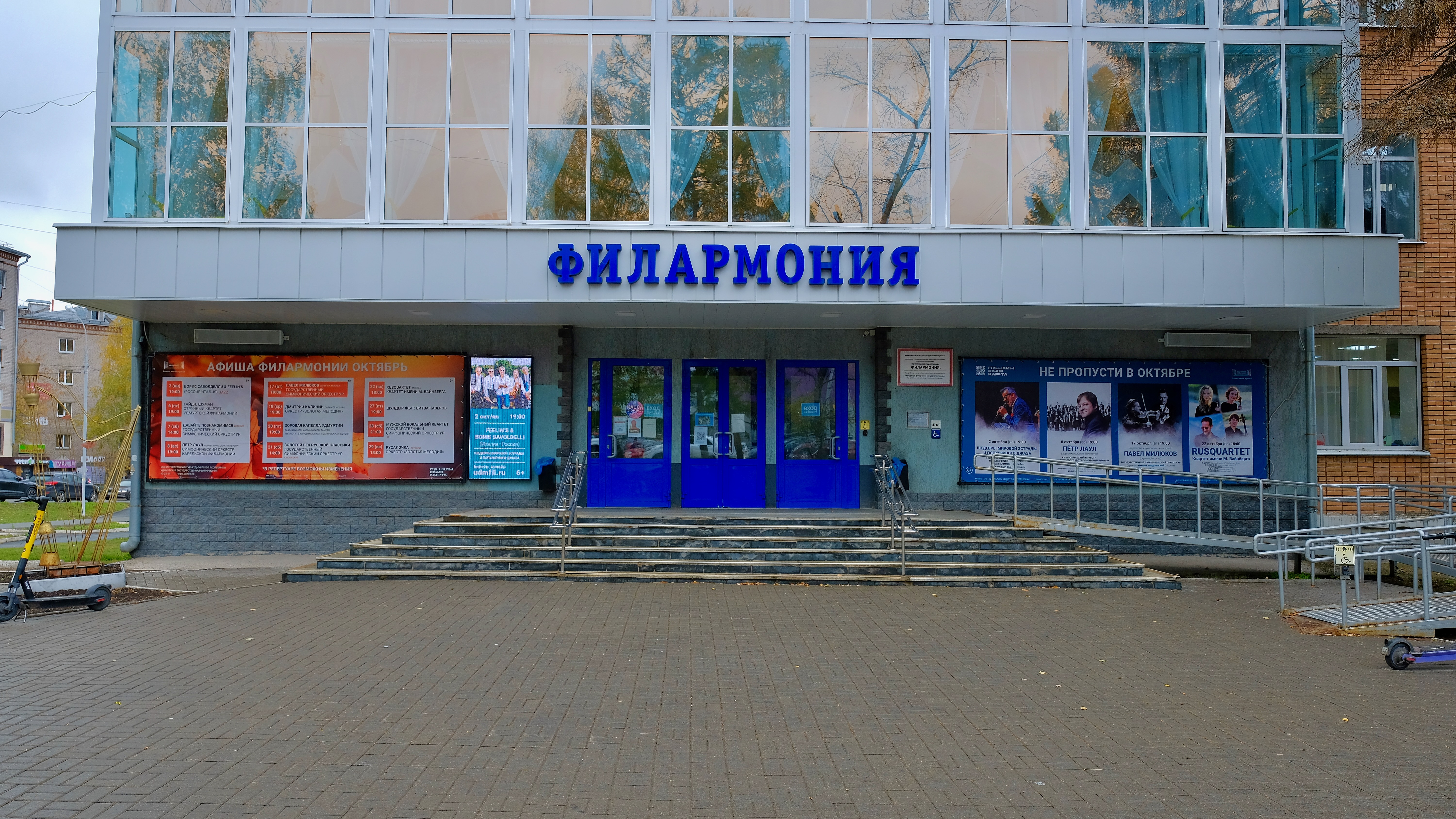
Репертуар в октябре 2023 года

Удмуртская государственная филармония (удм. Удмурт кун филармони) — государственное концертное объединение Удмуртской Республики. Находится в Ижевске на Пушкинской улице в Октябрьском районе города.

## История
Удмуртская филармония была создана 21 августа 1938 года в соответствии с постановлением Совета Народных Комиссаров УАССР. Её основой стало филармоническое общество, существовавшее в Ижевске с 1930 года. Первым концертом иногородних музыкантов в филармонии стало выступление московского струнного квартета имени Глазунова. В предвоенные годы в коллективе филармонии работали певцы-солисты, музыканты-инструменталисты, действовали симфонический оркестр, удмуртский государственный хор и эстрадная группа. Был также создан ансамбль, игравший на удмуртском народном инструменте крезь. В Ижевск с гастролями приезжали хор имени Пятницкого, джаз-оркестр Леонида Утёсова, Свердловский симфонический оркестр.
В годы Великой Отечественной войны артисты филармонии создали концертные бригады, которые выступали перед бойцами на фронтах. В 1942 году при филармонии был создан оперный ансамбль, с 1943 года начал действовать музыкальный лекторий.

## Деятельность
В состав филармонии входят:
- Академическая хоровая капелла УР
- Ансамбль песни и танца «Италмас»
- Государственный симфонический оркестр УР.
- Концертный оркестр «Арсенал — Бэнд».
- Оркестр народных инструментов «Золотая мелодия».
- Эстрадный ансамбль «Шулдыр ӝыт»[3].

В филармонии с 1958 года проводится традиционный ежегодный Музыкальный фестиваль, который посвящён П. И. Чайковскому. Участие в нём принимают многие известные мировые исполнители.
За один сезон филармония проводит до тысячи концертов, которые посещают 150 тысяч зрителей.